# Олик Іпай
О́лик Іпа́й (*24 березня 1912, Тойметсола, Марій Ел (нині Моркинський район Республіки Марій Ел) — †17 листопада 1937, тюрма НКВС, Йошкар-Ола) — марійський поет, журналіст, драматург та кінематографіст. Діяч марійського національного відродження XX століття.
Жертва російського колоніального терору.

## Життєпис
Народився в марійській родині. У підлітковому віці познайомився із класиком марійської літератури Сергієм Чавайном. Закінчив Марійський педтехнікум (1930), навчався у Московському інституті кінематографії.
З 1933 репортер газети «Рвезе коммунист», відповідальний секретар найбільшого марійського часопису «У вий» (1935-1937).

## Творчість
За Іпаєм утвердилася слава поета-новатора. Створив поеми на фольклорні сюжети.
Автор дев'яти поетичних збірок. Найбільш відома його драма «Шӧртньӧ ӱжара» («Золота зоря», 1936).  Активно перекладав марійською мовою твори російських комуністичних поетів.

## Жертва сталінського терору
Каральні органи більшовиків примусили поета взяти участь у створенні колективної поеми «Пісня про багатиря Чоткара» — на честь шефа СРСР Йосипа Сталіна. Проте двоє з трьох авторів все одно були вбиті у застінках НКВС, серед них і Олик Іпай. Після смерті Сталіна прокуратура СРСР опротестувала смертний вирок Іпаю, прирівнявши таким чином його розстріл до бандитського вбивства. Винні не покарані.
1968 року заснована Державна молодіжна премія імені Олика Іпая.

## Художні твори
- Me ударне улына : почеламут-влак. [Ми — ударники : вірші]. М., 1931.68 с.
- Пеледме жап : почеламут-влак. [Час розквіту : вірші]. М., 1932. 168 с.
- Рвезе коммунар : почеламут-влак. [Юний комунар : вірші]. М., 1932.136 с.
- Курыммуро : почеламут-влак. [Пісні епохи : вірші]. Йошкар-Ола, 1933.62 с.
- Йолташем : почеламут-влак. [Мій товариш : вірші]. Йошкар-Ола, 1933.44 с.
- Me: почеламут-влак. [Ми : вірші]. М., 1934. 72 с.
- Пиал: почеламут-влак. [Щастя : вірші]. М., 1935. 80 с.
- Пионер муро : почеламут-влак. [Піонерські пісні : вірші]. Йошкар-Ола, 1935. 24 c.
- Пелед: почеламут-влак. [Квітуй : вірші]. Йошкар-Ола, 1936.132 с.
- Пеледме жап: почеламут-влак. [Час розквіту : вірші]. 1957.112 с.
- Почеламут ден поэма-влак [Вибрані вірші та поеми]. Йошкар-Ола, 1972. 320 с.
- Чевер тÿня — кугу поэме : почеламут, йомак, поэме [Прекрасному Всесвіту — велика поема : вірші, казка, поема]. Йошкар-Ола, 2004. 144 с.